# سیارک ۹۰۱۶
سیارک ۹۰۱۶ (به انگلیسی: 9016 Henrymoore، نامگذاری:1986AE) نه هزار و شانزدهمین سیارک کشف شده‌است که در ۱۰ ژانویه ۱۹۸۶ کشف شد.
قدر مطلق سیارک برابر ۱۳٫۴۰ است.